# 吳嶽 (嘉靖甲辰進士)
吳嶽（1510年—？），字宗泰，號岱麓，直隸常州府武進縣民籍無錫縣人，明朝政治人物。

## 生平
嘉靖十九年（1540年）庚子科應天府鄉試第九十四名舉人。嘉靖二十三年（1544年）中式甲辰科會試第一百七十一名，登第三甲第一百二十五名進士。由南京国子监丞。嘉靖二十七年，任泉州府通判，有政績。

## 家族
曾祖吳清；祖父吳元，義官；父吳大經，引禮舍人。母陸氏，生三子：嵩、嶽、岩。慈侍下。兄吴嵩（1507年-1556年），字鎮之，號仰止，监生；弟吴嶠，监生；吴岩，吏目；吴嶔（嘉靖丙午举人）；吴崟；吴崖；吴岑。